# Sybil's Cave
Sybil's Cave (La cueva de la Sibila, en español) es una cueva artificial con un manantial natural, que ahora está cerrada e inaccesible en la colina del instituto Stevens de Hoboken, Nueva Jersey cerca del Castle Point Skate Park en Frank Sinatra Drive. Uno de los puntos de referencia más conocidos de Hoboken, fue excavada en 1832 por el fundador de la ciudad, el coronel John Stevens III, con su entrada adornada por un arco de piedra en estilo neogótico. La llamó así por las célebres pitonisas grecorromanas y fue originalmente la mayor atracción turística de Hoboken, por el agua con magnesio que fluye del manantial. 
El poblado era entonces una especie de retiro rural y lo más destacado era el parque Elysian Fields (Campos Elíseos, en español) a lo largo del río Hudson, donde la gente podía pasear y disfrutar de los barcos y el aún amplio y despejado horizonte de Manhattan.
La cueva ganó renombre nacional en 1841 cuando el cuerpo de una bella dependienta de una tienda de tabacos neoyorquina, Mary Cecilia Rogers, fue hallado flotando frente a la orilla del lugar, incidente que inspiraría al escritor Edgar Allan Poe su relato El misterio de Marie Rogêt. Desde mediados a finales del siglo XIX, colocaron mesas delante y se vendieron miles de vasos de agua por un centavo a los turistas de la cercana Nueva York que se sentaban a beberla en la creencia de que tenía propiedades terapéuticas.

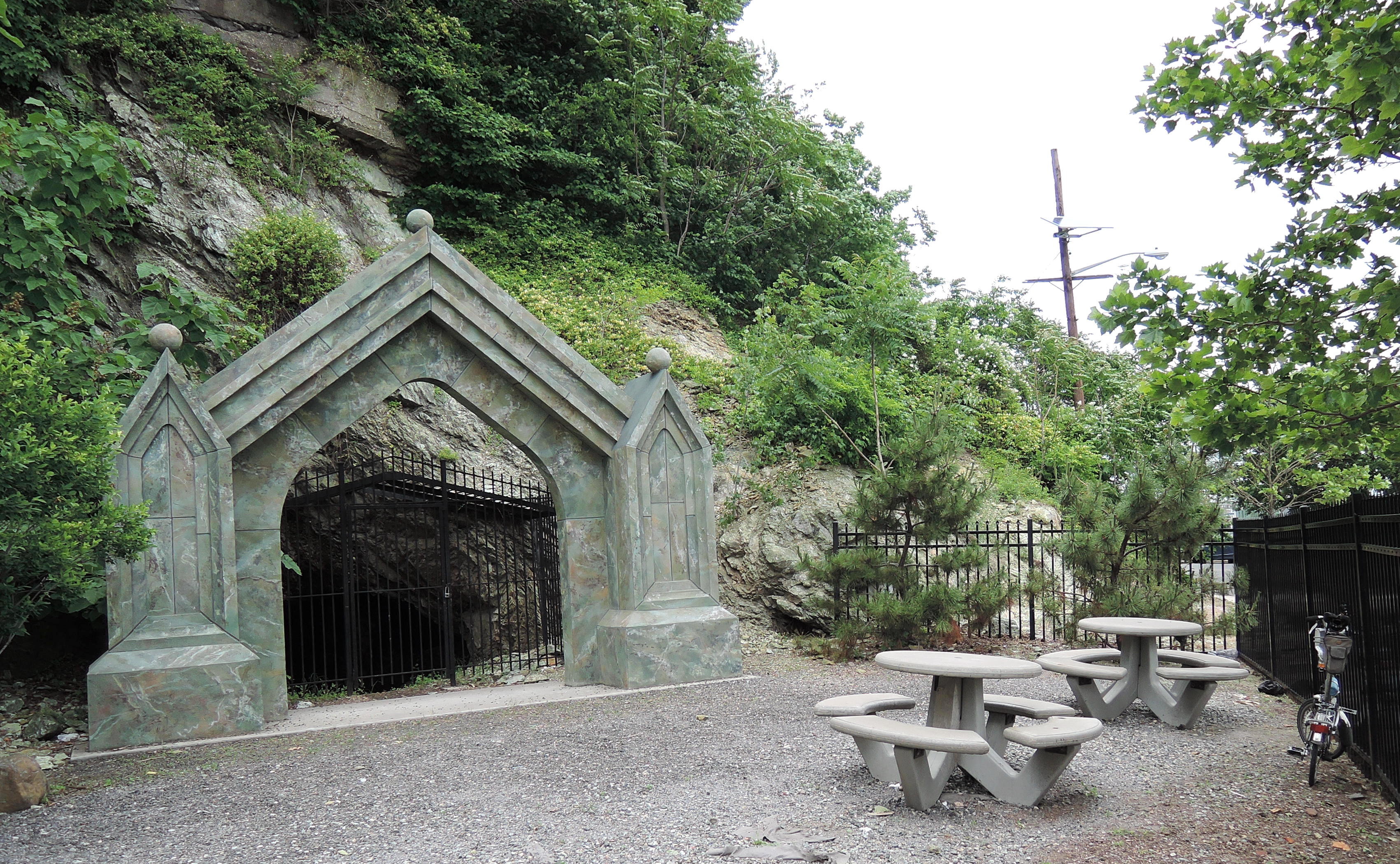
Sybil's Cave en 2013.

La cueva se cerró en 1880 cuando las autoridades del departamento de salud se preocuparon sobre la calidad del agua y, abandonada, se usó luego como almacén de un merendero cercano que acabó degenerando en una taberna costera de mala muerte y cerró en los años 1930. En algún momento posterior la cueva fue sellada con cemento y tierra.
Se restauró y reabrió en octubre de 2008 por el alcalde David Roberts en colaboración con el Hoboken Historical Museum, la compañía Hoboken Browstone y otros en un proyecto de renovación de 106.752 dólares para hacerla de nuevo accesible al público.
Aunque la puerta exterior del parque permanece abierta, la puerta en la entrada de la cueva se cerró en junio de 2014 al encontrar demasiadas impurezas en el agua como para ser potable, y que el recinto era pedregoso y resbaladizo. 